# ليلى ساري
ليلى ساري (بالإندونيسية: Laila Sari)‏ هي ممثلة إندونيسية، ولدت في 4 نوفمبر 1935 ببادنغ في إندونيسيا، وتوفيت في 20 نوفمبر 2017 بجاكرتا في إندونيسيا.

## وصلات خارجية
- ليلى ساري على موقع IMDb (الإنجليزية)
- ليلى ساري على موقع ميوزك برينز (الإنجليزية)
- ليلى ساري على موقع قاعدة بيانات الفيلم (الإنجليزية)
- ليلى ساري على موقع كينوبويسك (الروسية)